# LA Knight
Shaun Edward Ricker, známý jako LA Knight, (* 1. listopadu 1982 Hagerstown) je americký profesionální wrestler, spolupracující se společností World Wrestling Entertainment. Byl zařazen do rosteru SmackDown.

## Život
Narodil se 1. listopadu 1982 v Hagerstownu v Marylandu. Má dva starší sourozence. Vystudoval North Hagerstown High School.
Wrestlingu se začal věnovat v roce 2003 ve společnosti Heartland Wrestling Association (HWA), pod ringovým jménem Deuce. Následně pracoval ve společnostech National Wrestling Alliance, Total Nonstop Action Wrestling a Impact wrestling. Rok působil i v WWE, kde se však v roce 2014 ještě neprosadil, proto se vrátil až v roce 2021. V show WWE NXT používal jméno LA Knight, a později ve WWE SmackDownu jméno Max Dupri, nakonec se ale vrátil k přezdívce LA Knight.
Od roku 2018 je ve vztahu s fitness modelkou Michelle Yavullou, se kterou žije na Floridě. V prosinci 2023 ve svém rodném městě Hagerstownu obdržel symbolický Klíč od města.

## Úspěchy
- Total Nonstop Action Wrestling / Impact Wrestling
  - Impact World Championship (1x)
  - Impact World Tag Team Championship (1x) – se Scottem Steinerem
  - TNA King of the Mountain Championship (1x)

- WWE
  - Milion Dollar Championship (1x)
  - WWE United States Championship (1x)